# Can Campalans
Can Campalans és una casa al nucli de Borredà (Berguedà) inclosa en l'Inventari del Patrimoni Arquitectònic de Catalunya. La casa fou construïda a finals del s. XVIII per la família Campalans, propietaris de la masia de Campalans, documentada des del s. XIV. Fou concebuda com una segona residència al nucli urbà de la vila, s'adaptà proveint-la de totes les comoditats que comptaven els habitatges senyorials del s. XVIII. La casa actualment conserva tot el mobiliari antic, la decoració i un important arxiu familiar que abraça del s. XIV al XX.
Es conserva en molt bon estat i malgrat se li han anat afegint serveis moderns (calefacció, etc.) es respecta l'estil original. Habitatge estructurat en planta baixa i dos pisos superiors coberts a dues aigües amb teula àrab. L'interès de l'habitatge rau en les modificacions que es fan de l'esquema de la masia tradicional per adaptar-se a l'urbanisme de la ciutat. Té una planta pràcticament quadrada. La façana principal és la que dona al carrer de la Font; les obertures són allindanades amb pedra, repartint-se simètricament respecte de l'eix central de la porta. Les dependències familiars es distribueixen al primer i segon pis, deixant la planta baixa com a magatzems, rebost, quadres i celles. La façana de llevant presenta una doble galeria d'arcs de mig punt.